# روی ماچیدا
روی ماچیدا (انگلیسی: Rui Machida؛ زادهٔ ۸ مارس ۱۹۹۳) بازیکن بسکتبال اهل ژاپن است.
وی در مسابقات کشوری و بین‌المللی در مجموع برندهٔ ۳ مدال طلا، ۱ مدال نقره، ۱ مدال برنز شده‌است.